# 連環畫報
《連環画報》，中国月刊，1951年創刊，专门刊载連環画，中国美术出版总社主办。1999年1月，《連環画報》与《中国連環画》合并，新刊继承《連環画報》一名。

## 历史沿革
1950年10月，人民美术出版社筹备小组成立。次年，尚处筹备期的人美社开始准备创立一本美术期刊，以连环画为主要内容。5月，社长萨空了、总编辑朱丹主持创办了《连环画报》。中国文化部部长沈雁冰题写刊名。6月发行。发刊词写道：
|  | 连环图画从前叫‘小人书’，现在却不光是小人爱看它，就连大人也爱看它了。什么原因呢？第一，这种书里面印的，不光是字，大部分是图画，容易看得懂；第二，里面画的事情，有头有尾，清清楚楚，越看越有趣味。 |

时为半月刊。创刊时，发行量15万册:130；后来月发行46万册。1953年，人美社成立了连环画册编辑室，专门编辑与出版连环画。1957年，中国大批连环画作者被划为“右派”。之后又受三年困难时期的影响，中国大陆的连环画出版品种大大收缩。1960年7月第13期（一说为12月号）出刊后，《连环画报》停刊。
这一时期的《画报》作品，主要反映中国内外政治、经济形势，解读中国共产党和政府的大政方针，涉及的事件包括朝鲜战争、土地改革等。当时稿件的作者，有古元、彦涵等名家，亦有基层美术爱好者。
1973年7月，《连环画报》重新试刊。10月复刊。属文革期间较早恢复出版的艺术类专业期刊。出版频率改为一月一期。此时期，《画报》刊登的《马头琴的传说》《人到中年》《伤痕》《枫》引起社会关注。上世纪80年代初，《连环画报》成为中国大陆十大畅销刊物，月发行量达120万册。1986年，中英文对照的《连环画报》国际版出版。
1998年5月15日，中国美术出版总社創設。次年1月，总社将《連環画報》与原中国连环画出版总社所創月刊《中国連環画》合并。新刊继承《連環画報》一名。2013年，人民美术出版社连环画册编辑室与《连环画报》期刊合并，组成中国美术出版总社连环画编辑室。

## 刊载作品

1979年第8期《画报》刊登连环画《枫》，故事以文化大革命的武斗为背景

《连环画报》上的一些作品，甫一刊登，即产生了社会影响。1979年8月3日，陈宜明、刘宇廉、李斌创作的短篇连环画《枫》在《画报》发表:34。《枫》根据伤痕文学创作。该期画报在一些地方被一抢而光，销售120万册。作品不仅引发中国大陆美术界讨论，更有业余美术工作者、一般读者提出意见:34。肯定意见赞誉它为“文化大革命以来最有战斗力的作品”，认为该作品“没有表面地丑化林彪、‘四人帮’”。否定意见则指该作品“为‘四人帮’招魂呐喊，歌功颂德”，表示“不能容忍”。当年《美术》杂志主编何溶的评论文章透露，有领导人认为其中“有林彪、江青的正面形象出现”，“将在政治上造成不良影响”，主张停售《画报》。《画报》编辑部形容这部作品获得了“有史以来少见的热烈反响”:34。该作品后获中国第五届全国美展金奖。
1983年，人物画家高云应《画报》约稿，创作了一套连环画《罗伦赶考》，凡13幅，用长线条勾勒而成。《画报》首次用一个版面印两幅的方式来刊登其作品，主编亦配发文章加以推荐，题为《连环画家要学会导演》。《中国文化报》形容这套作品在“很长一段时间”里影响着古装连环画的画风。
此外，亦有一些人士在青年时期向《画报》投过稿。花鳥畫家杨文仁17岁在《连环画报》上开始发表作品，後成爲山东美协副主席。中国文联副主席冯远知青时期的处女作即发表于《连环画报》。中国美术家协会主席刘大为在1970年代大学刚毕业时，曾创作水粉招贴画《红太阳照亮内蒙古草原》，即刊登于《连环画报》封底。

## 评论与影响
《连环画报》影响了共和国成立后的一代青年读者。曾有读者向《厦门日报》投稿指出，这部通俗美术读物被赋予了历史责任，“通过大众喜闻乐见的连环图画来激发人们的爱国热情，使人们在新的生活中，积极投入到各条战线的建设中”。《光明日报》文章认为初创时期的《画报》表现形式活泼，并因此受到当时读者追捧，具备相当影响力。
四川大学艺术学院副教授李振宇文章认为，《连环画报》《工农兵画报》是连环画艺术性探索的重要学术平台:130。

## 办刊逸事
创办《连环画报》的萨空了、朱丹二人，曾反复研究发刊词宜采用何种形式，以适合连环画这一主题。认为用散文不如用韵文、旧体诗等。二人除了研究讨论，亦曾亲自试验。

## 条目尾注
1. ↑  “将人生有价值的东西毁灭给人看”一句来自鲁迅《再论雷峰塔的倒掉》。